# Never Look Away (documental)
Never Look Away és una pel·lícula documental neozelandesa del 2024, dirigida per Lucy Lawless. La pel·lícula és un retrat de Margaret Moth, una fotoperiodista neozelandesa que va ser reportera de guerra per a la CNN. S'ha subtitulat al català.
La pel·lícula es va estrenar al Festival de Cinema de Sundance del 2024. Posteriorment, es va projectar en una àmplia varietat de festivals internacionals de cinema documental i d'interès general, i va guanyar premis, inclòs el Premi del Jurat al Festival de Cinema Underground de Calgary i finalista del Premi del Públic de documentals al Festival Internacional de Cinema de Sudbury Cinéfest d'aquell any.
El documental va guanyar el premi Clio Visualizing d'història al Festival de Nous Cineastes de Middlebury de 2024.